# One Yard to Go
One Yard to Go è un cortometraggio del 1931 diretto da William Beaudine.

## Produzione
Il film fu prodotto dalla Mack Sennett Comedies. Durante la lavorazione, il film - il cui titolo del soggetto originale era When It's Pigskin Time in November - cambiò più volte titolo, da Football Picture a The Football Story e The Fullback.

## Distribuzione
Distribuito dalla Educational Film Exchanges e presentato da E.W. Hammons, il film - un cortometraggio di ventun minuti - uscì nelle sale cinematografiche USA il 1º febbraio 1931.